# NGC 1236
NGC 1236 је спирална галаксија у сазвежђу Ован која се налази на NGC листи објеката дубоког неба.
Деклинација објекта је + 10° 48' 32" а ректасцензија 3h 11m 27,9s. Привидна величина (магнитуда) објекта NGC 1236 износи 14,7 а фотографска магнитуда 15,5. NGC 1236 је још познат и под ознакама CGCG 441-3, NPM1G +10.0108, PGC 11898.